# St. Mungo Museum of Religious Life and Art
St. Mungo Museum of Religious Life and Art nebo také Muzeum náboženství sv. Munga je muzeum, které se nachází v Glasgow (Skotsko) a je jediné na světě, které se zaměřuje jen a pouze na světová náboženství. Muzeum bylo otevřeno roku 1993 a pojmenovávo po patronu Glasgow sv. Mungovi. Nachází se poblíž katedrály, která nese jeho jméno také. V budově muzea lze najít popis hlavní myšlenky všech hlavních náboženství současné doby a zároveň mnoho náboženských artefaktů z minulosti i současnosti.

## Fotogalerie

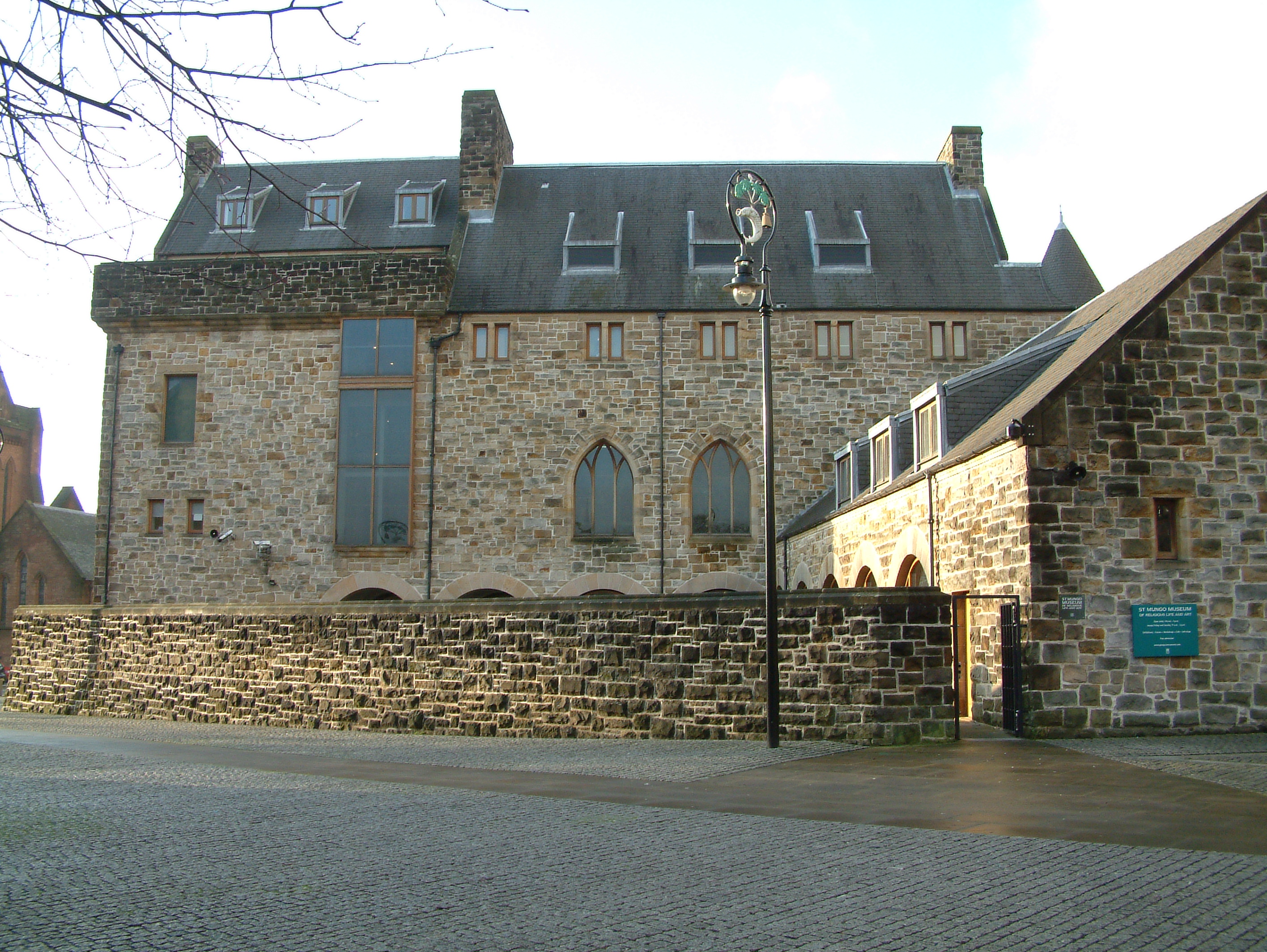
Budova muzea
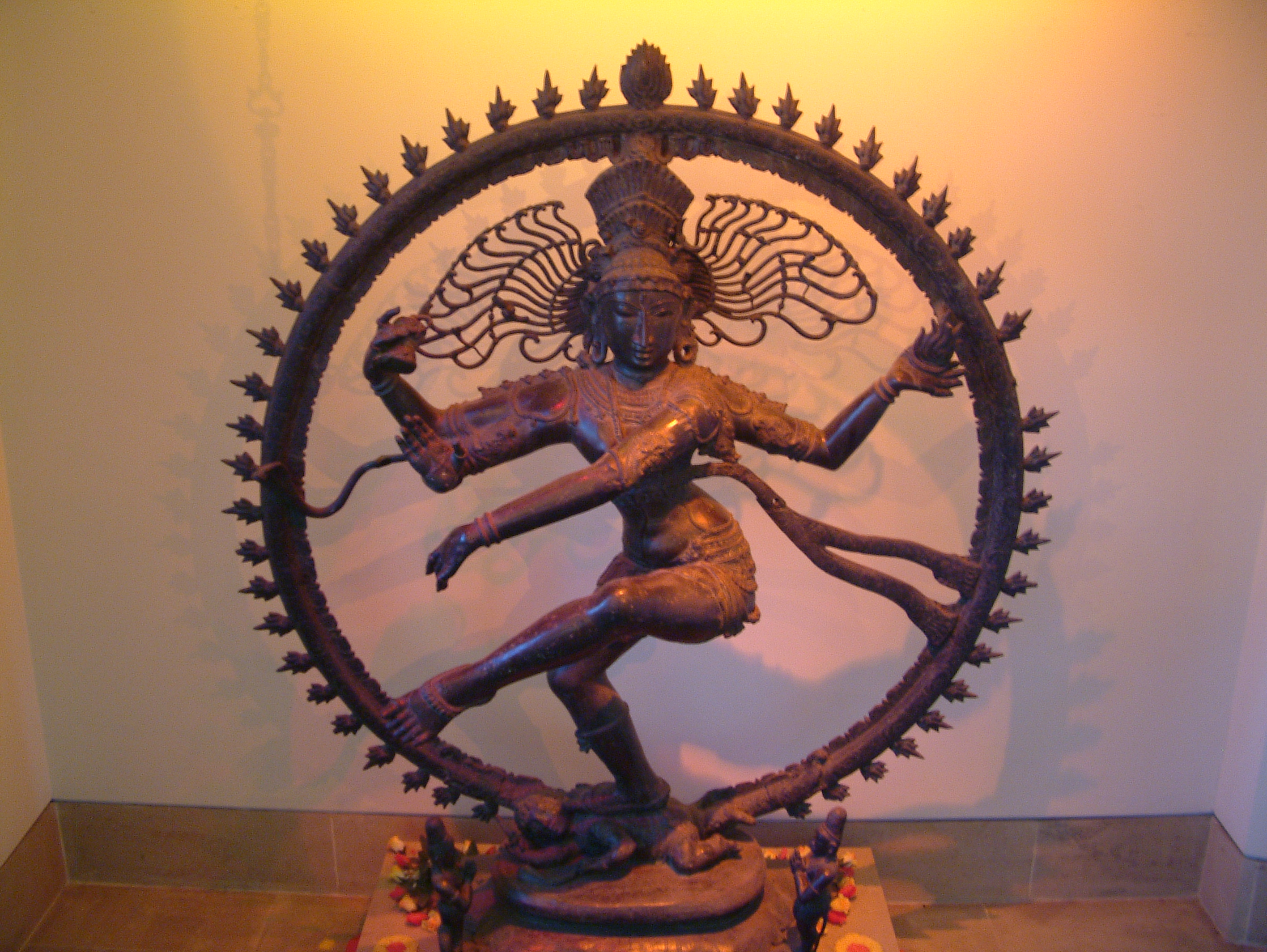
Socha Šivu v expozici muzea